# راپسودی

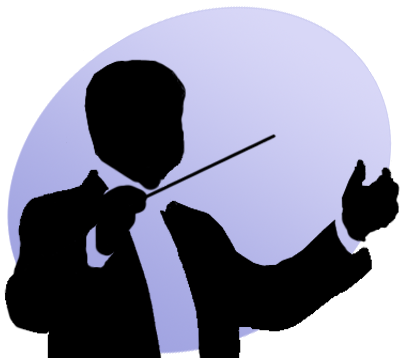
لوگو نشانگر راپسودی

راپسودی (به انگلیسی: Rhapsody برگرفته از واژه یونانی ῥαψῳδός راپسودوس، به معنی خوانندهٔ سروده‌های حماسی)، اثری تک موومانی و اپیزودیک است با اپیزودهایی که به‌لحاظ حالت، تونالیته و رنگ موسیقایی بسیار متنوع‌اند اما کلیتی یکپارچه را تشکیل می‌دهند.